# فهرست تئوری‌های توطئه

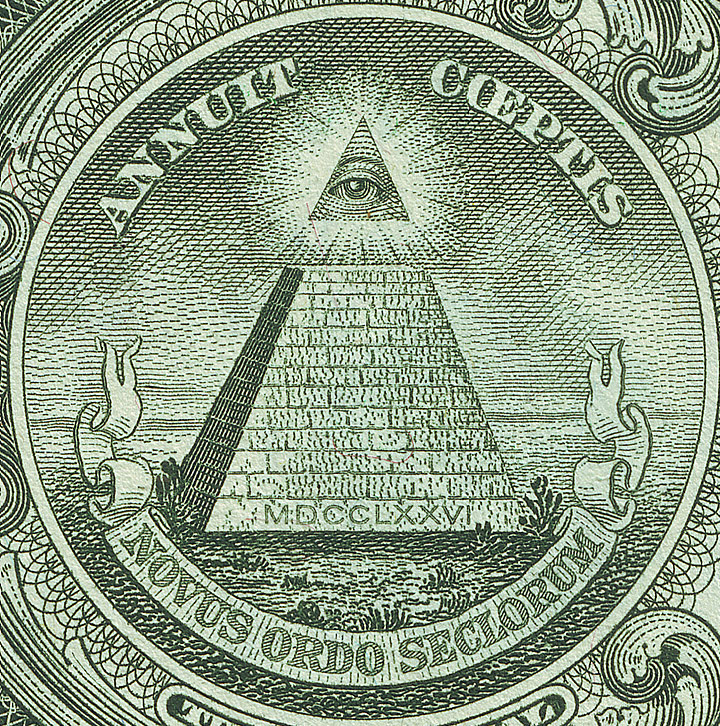
چشم ایزدی، یا چشم جهان‌بین خدا، که در اسکناس‌های ۱ دلاری ایالات متحده دیده می‌شود، توسط برخی، برای توطئه‌ای که پدران بنیان‌گذار ایالات متحده آمریکا و ایلومیناتی را با هم مرتبط می‌کند، به عنوان مدرک گرفته شده‌است.

تعداد زیادی تئوری توطئه ثابت نشده، با درجه‌های مختلفی از محبوبیت وجود دارد، که به کرات به نقشه‌های دولتی سری و دسیسه‌های قتل پر طول و تفصیل و پیچیده مربوط می‌شوند. تئوری‌های توطئه معمولاً یا اجماع نظر را انکار می‌کنند یا نمی‌توانند با روش تاریخی یا علمی ثابت شوند، و نباید با پژوهش دربارهٔ توطئه‌های اثبات شده، مانند عملیات گلایویتس (ظاهرسازی فریبکارانه آلمان به منظور حمله به لهستان در جنگ جهانی دوم) اشتباه گرفته شود.

## قومیت، نژاد، و دین

### یهودستیزی
از زمان حداقل قرون وسطی، یهودستیزی عناصری از تئوری توطئه را نمایش داده‌است. در اروپای قرون وسطی این باور رایج بود که یهودیان چاه‌ها را مسموم می‌کنند، مسئول مرگ عیسی هستند، و در رسومشان خون مسیحیان را می‌نوشند.

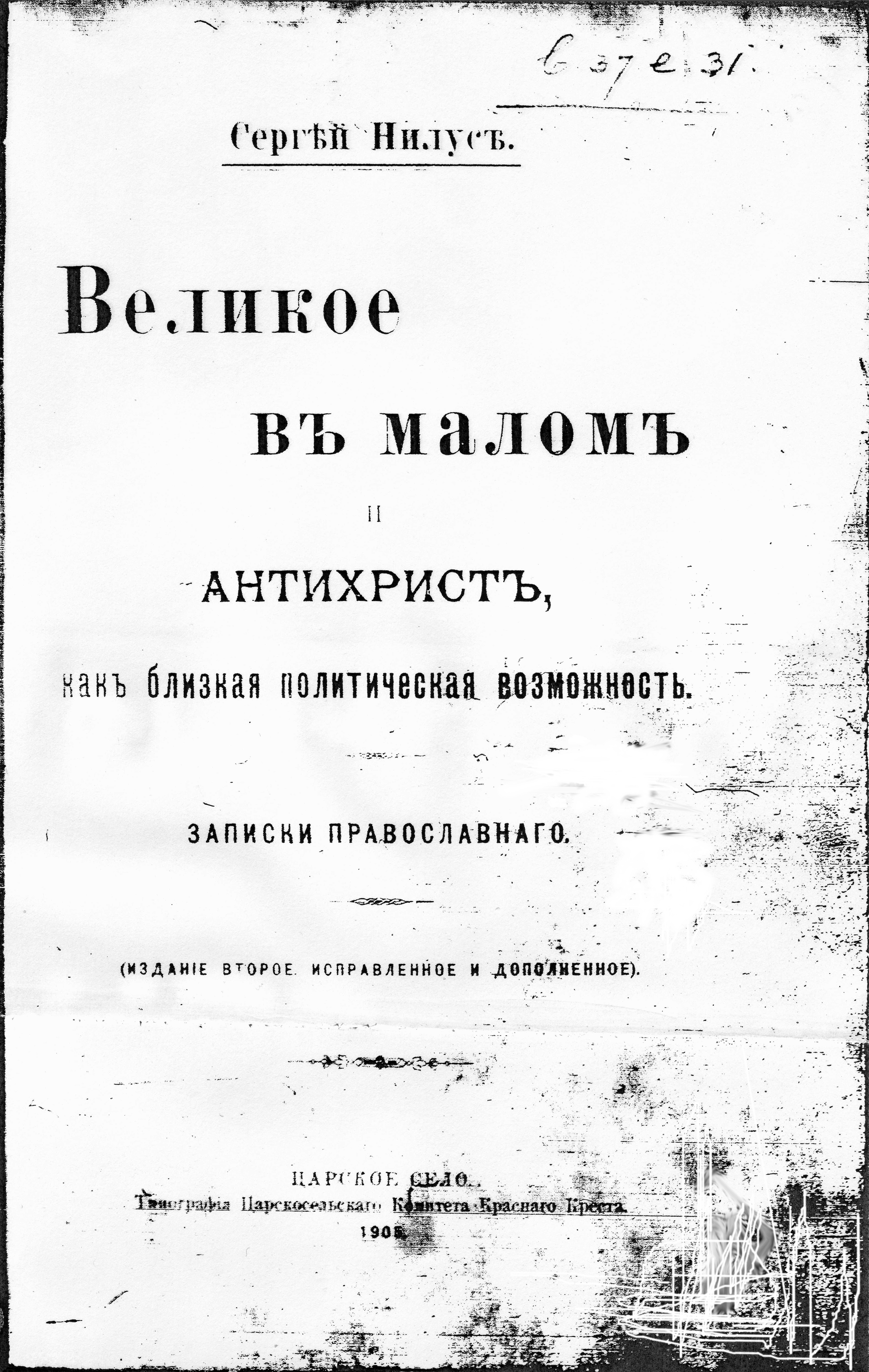
ویرایش اول پروتکل‌های بزرگان صهیون

### ارمنی‌ستیزی
تئوری‌های توطئه‌ی که ارمنی‌ها را متهم می‌کنند به این که قدرت سیاسی مخفی به کار می‌برند در آذربایجان رایج است، و توسط رئیس‌جمهور الهام علی‌اف ترویج می‌شود.

### بهائی‌ستیزی
اقلیت بهائیان ایران هدف تئوری‌های توطئه‌ی هستند که آن‌ها را متهم به دست اندر کار بودن یا ارتباط با قدرت‌های دشمن می‌کنند. مقامات رسمی دولت ایران و دیگران به طرز گوناگون ادعا کرده‌اند که بهائیان عوامل امپریالیسم روسی، استعمار انگلیسی، توسطعه‌طلبی آمریکایی و صهیونیسم هستند.

### اسلام
«جنگ علیه اسلام» یک تئوری توطئه در گفتمان اسلام‌گرایان می‌باشد که توطئه‌ی ادعایی، برای آسیب رساندن، تضعیف کردن، یا نابود کردن سیستم اجتماعی اسلام از طریق ابزارهای نظامی، اقتصادی، اجتماعی و فرهنگی، را وصف می‌کند.